# Малая Юнга
Малая Юнга — река в России, протекает по Горномарийскому району Республики Марий Эл. Устье реки находится в 2023 км от устья Волги по правому берегу. Длина реки составляет 24 км, площадь водосборного бассейна — 79,5 км².
Исток реки у деревни Верхнее Сарлайкино в 18 км к югу от Козьмодемьянска. В верховьях течёт на запад, затем поворачивает на север. Протекает деревни Нижнее Сарлайкино, Чермышево I-ое, Климкино, Чаломкино, Замятино, Высоково, Аксаево, Коптяково, Гаврениха, Красногорка, Болониха. Впадает в Чебоксарское водохранилище у деревни Мумариха ниже села Троицкий Посад.

## Данные водного реестра
По данным государственного водного реестра России относится к Верхневолжскому бассейновому округу, водохозяйственный участок реки — Волга от устья реки Ока до Чебоксарского гидроузла (Чебоксарское водохранилище), без рек Сура и Ветлуга, речной подбассейн реки — Волга от впадения Оки до Куйбышевского водохранилища (без бассейна Суры). Речной бассейн реки — (Верхняя) Волга до Куйбышевского водохранилища (без бассейна Оки).
Код объекта в государственном водном реестре — 08010400312110000043921.